# Pliosauroidea
A plioszauruszok („uszonyos gyíkok”) tengeri hüllők voltak a jura és a kréta időszakokban. Eredetileg a plesiosauria rend pliosauridae családját értették alatta, de később számos más nemet és családot is ide soroltak. (Többféle besorolás létezik, ennek megfelelően a csoport határa nem egyértelmű.) A plioszauruszok és rokonaik, a plezioszauruszok és a Sauropterygia alrend más tagjai nem voltak dinoszauruszok.
A plioszauruszokra a hosszúnyakú plezioszauruszoktól eltérően a rövid nyak és a hosszúkás fej volt a jellemző. Jobban hasonlítottak a mai krokodilokra. Más plezioszauruszokhoz hasonlóan azonban nekik is négy jellemző formájú, végtagokból kialakult uszonyuk volt, amely a többi plesiosaurushoz képest alkalmasabb lehetett a mélyvízi életmódra. Húsevők voltak, erőteljes állkapcsuk sok éles, kúp alakú fogat hordozott. Méretük 4 és 15 méter közt váltakozhatott. Zsákmányuk halak, ichthyosaurusok és más plezioszauruszok lehettek.
Tipikus nemeik közt van a Macroplata, Kronosaurus, Liopleurodon, a Pliosaurus és a Peloneustes. Fosszíliáikat megtalálták Angliában, Mexikóban, Dél-Amerikában, Ausztráliában és az arktiszi régióban, Norvégia közelében.
Sok korai, primitív pliosaurus (a kora triász rhaeti korában, illetve a kora jura idejéből) nagyon hasonlított a plezioszauruszokhoz és régebben közéjük is sorolták ezeket.

## Taxonómiájuk
Az alábbi taxonómia főképp az O'Keefe által 2001-ben készített kladisztikai elemzésen alapul.

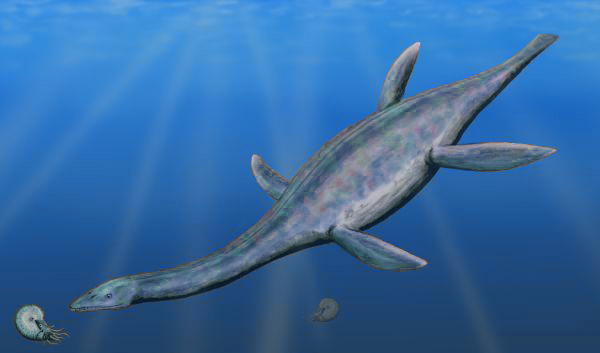
Thalassiodracon

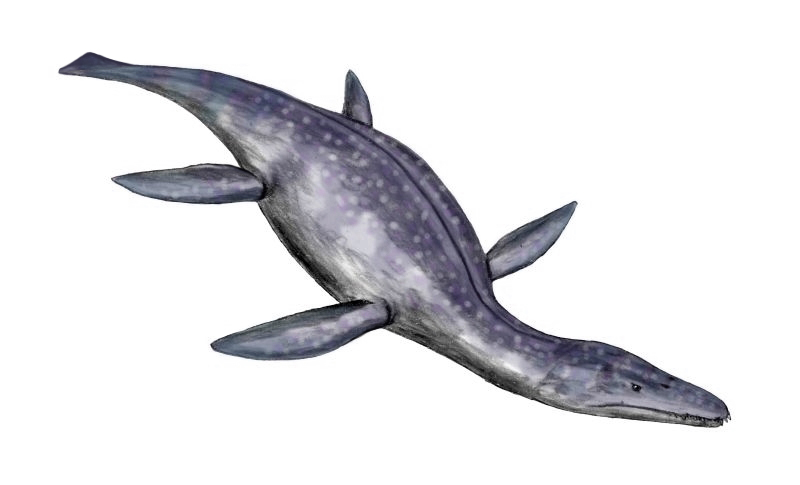
Rhomaleosaurus

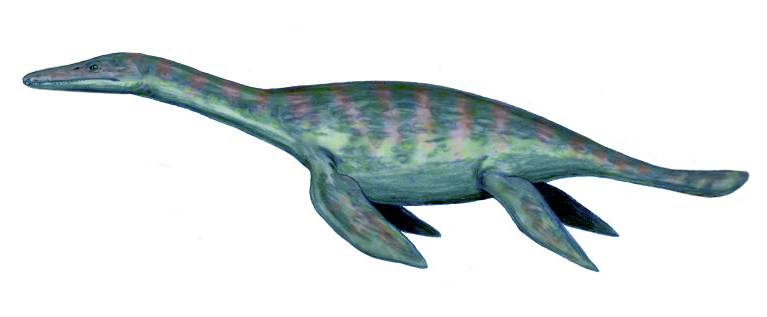
Macroplata

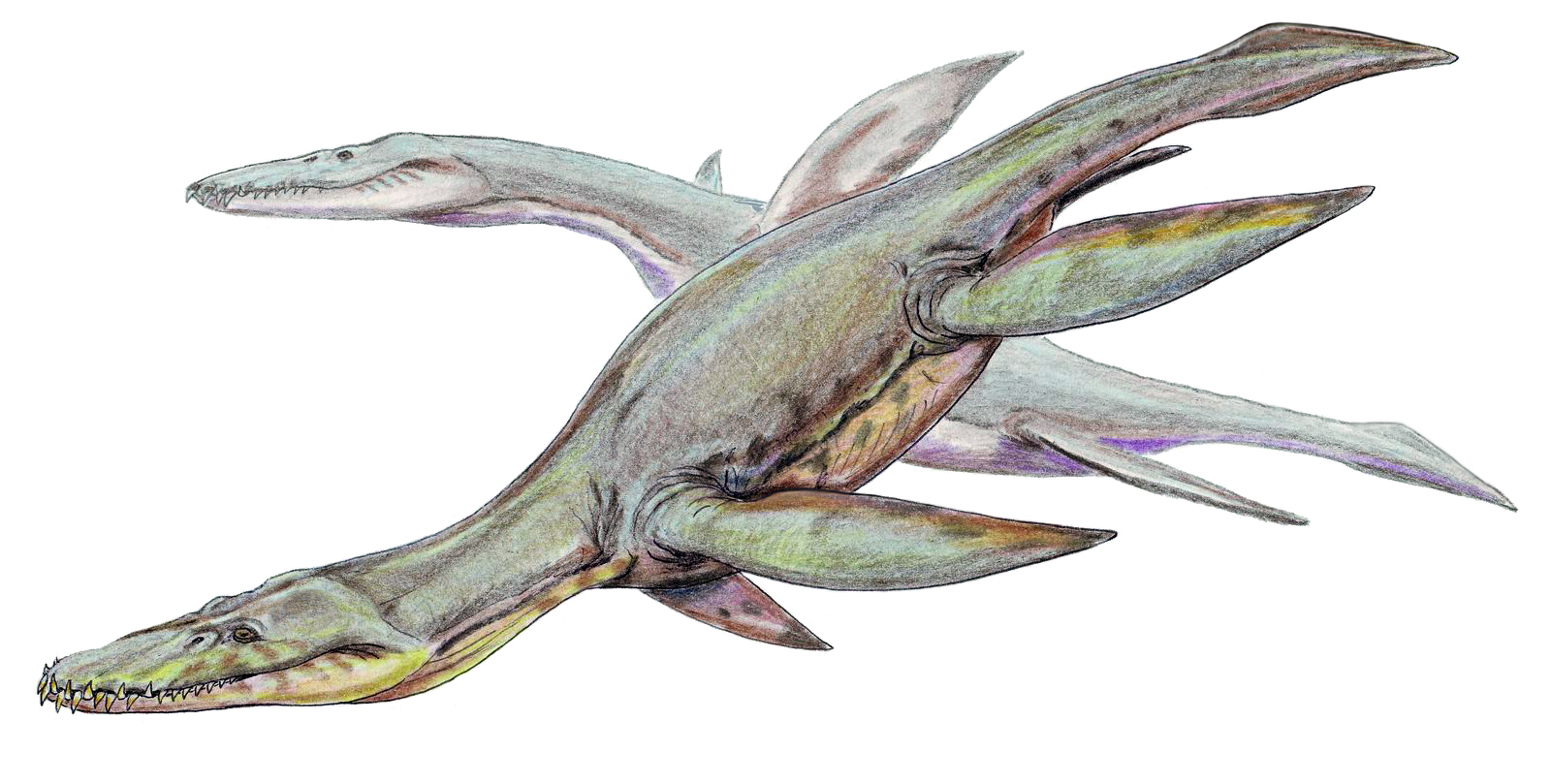
Simolestes vorax

- Alrend: †Pliosauroidea Welles, 1943 sensu O'Keefe, 2001
  - ? †Bishanopliosaurus Dong, 1980
  - ? †Megalneusaurus Knight, 1898
  - ? †Pachycostasaurus Cruickshank, Martill & Noe, 1996
  - ? †Sinopliosaurus G. Young, 1820
  - †Thalassiodracon Storrs & Taylor, 1996
  - †Archaeonectrus Novozhilov, 1964
  - †Attenborosaurus Bakker, 1993
  - †Eurycleidus Andrews, 1922
  - Család: †Rhomaleosauridae (Nopsca, 1928) Kuhn, 1961 sensu O'Keefe,2001
    - †Umoonasaurus Kear, Schroeder & Lee, 2006
    - ? †Yuzhoupliosaurus Zhang, 1985
    - ? †Hexatarostinus
    - †Rhomaleosaurus Seeley, 1874
    - †Simolestes Andrews, 1909

  - Család: †Leptocleididae White, 1940
    - †Leptocleidus Andrews, 1922

  - Család: †Pliosauridae Seeley, 1874 sensu O'Keefe, 2001
    - ? †Plesiopleurodon Carpenter, 1996
    - ? †Polyptychodon Non Owen, 1841
    - ? †Maresaurus Gasparini, 1997
    - †Macroplata Swinton, 1930
    - †Hauffiosaurus O’Keefe, 2001
    - †Kronosaurus Longman, 1924
    - †Peloneustes Lydekker, 1889
    - †Liopleurodon Sauvage, 1873
    - †Brachauchenius Williston, 1903
    - †Pliosaurus Owen, 1841